# Svenska Medalj
Svenska Medalj AB är ett svenskt företag verksamt och grundat i Eskilstuna 1972 av Göran Andersson, tidigare marknadschef på Sporrong. Bolaget hette initialt Svenska Medaljgillet AB.
Bolaget förvärvade år 2011 medaljproduktionen från AB Myntverket och har sedan dess tillverkat många av Sveriges belöningsmedaljer. Efter att ett år ha tillverkats i Norge flyttade produktionen av medaljerna för Nobelpriset samt Riksbankens ekonomipris till Svenska Medalj 2012.
Sedan 1980-talet har släkten Qvarnström från Torshälla utanför Eskilstuna arbetat i fabriken och 2018 blev tredje generationen Qvarnström bolagets huvudägare.